# Saturn Returns Interlude
«Saturn Returns Interlude» es una canción de la cantante estadounidense Ariana Grande de su séptimo álbum de estudio, Eternal Sunshine (2024). Es el interludio hablado de 42 segundos del álbum, que muestra un monólogo de un video de YouTube de la astróloga escocesa Diana Garland sobre lo que es el retorno de Saturno.

## Música y letras
«Saturn Returns Interlude», el interludio hablado de 42 segundos de Eternal Sunshine, muestra un video sobre el regreso de Saturno publicado por la astróloga escocesa Diana Garland en YouTube en noviembre de 2013. Marcando el tono del álbum, el monólogo comienza explicando el retorno de Saturno, un concepto astrológico que rodea la revolución del planeta alrededor de la Tierra que tarda unos 29 años en completarse. Garland dice que este es el momento en el que uno debe «despertarse y oler el café» (para afrontar las dificultades de la vida), y concluye que cuando Saturno «golpea [a uno] en la cabeza y dice 'despierta', uno debería comenzar a cambiar su forma de vivir y reflexionar sobre su sentido de identidad. Su voz está distorsionada y tiene de fondo sintetizadores aireados que hacen la transición a la siguiente canción de Eternal Sunshine, la canción homónima del álbum.
Varias publicaciones notaron que «Saturn Returns Interlude» fue lanzado pocas semanas después de muchas otras canciones sobre el regreso de Saturno, específicamente «Saturn» de SZA y «Deeper Well» de Kacey Musgraves, y así analizaron el tema con la ayuda de astrólogos y astrónomos. Lisa Stardust y Jake Register, hablando para Today y Vox respectivamente, postularon que a medida que Grande se acercaba a su regreso a Saturno y a sus 30 años, se involucró en reflexiones profundas y continuó sanándose de sus relaciones románticas pasadas, algunos de los temas principales de Eternal Sunshine  Hablando con Devon Ivie de Vulture sobre el «Saturn Returns Interlude» Pamela L. Gay del Instituto de Ciencias Planetarias argumentó desde una perspectiva científica que los retornos de Saturno coinciden con la madurez total del cerebro humano y, por lo tanto, resultan en momentos de «despertar» como el de Grande quen permiten reflexionar sobre los errores del pasado. Garland, entrevistada por BBC News, dijo que Grande, SZA y Musgraves, todos ellas treintañeras, comentaron que las tres estaban en una «edad perfecta para la autorreflexión».
Garland desconocía por completo a Grande cuando le pidieron por primera vez autorización para la muestra de «Saturn Returns Interlude». Había estado estudiando astrología durante unos 50 años y utilizó sus conocimientos para crear un importante canal de YouTube con 27 000 suscriptores, donde publicaba vídeos respondiendo preguntas relacionadas con la astrología, como la del regreso de Saturno. Garland le dijo a Rolling Stone y BBC News que no pensó mucho en el video y lo consideró una carga espontánea; se sorprendió cuando el equipo de Grande contactó a su hijo por los derechos del clip, a lo que él se negó a responder. En ese momento, Garland se había retirado de su carrera en YouTube, lo que generó mayor confusión sobre cómo el equipo encontró su video, por lo que ella y su hijo consideraron sus esfuerzos como una posible estafa. A pesar de esto, el equipo de Grande persistió en sus esfuerzos, por lo que cuando el hijo de Garland recibió la confirmación de que no estaban siendo estafados, finalmente aceptaron. Garland reflexionó: «Supongo que tal vez eligieron mi pequeño clip, porque ciertas personas estaban familiarizadas conmigo [en la comunidad de astrología de YouTube] desde hace todo ese tiempo».

## Créditos
Personal
- Ariana Grande – composición, producción, programación, arreglos, coros
- Max Martin – composición, producción
- Ilya Salmanzadeh – composición, producción, programación, arreglos, coros, bajo, teclados, mezcla
- Will Loftis – composición, producción
- Diana Guirnalda – letra
- Sam Holland – ingeniería
- Lou Carrao – ingeniería
- Eric Eylands – asistente de ingenieria
- Rob Sellens – asistente de ingenieria
- Bryce Bordoné –  ingeniería (para el mix)
- Randy Merrill – masterización

## Listas
| Listas (2024)      | Posición más alta |
| ------------------ | ----------------- |
| Australia (ARIA)   | 71                |
| Francia (SNEP)     | 174               |
| Portugal (AFP)     | 88                |
| UK Streaming (OCC) | 78                |